# Vals-les-Bains
Vals-les-Bains è un comune francese di 3 884 abitanti situato nel dipartimento dell'Ardèche della regione dell'Alvernia-Rodano-Alpi.

## Società

### Evoluzione demografica
Abitanti censiti

## Amministrazione

### Gemellaggi
- Savignano sul Rubicone